# Уваров, Николай Митрофанович

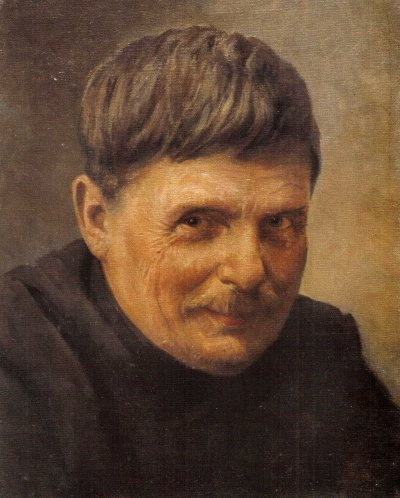
Портрет художника Сергея Васильковского. 1917 г.

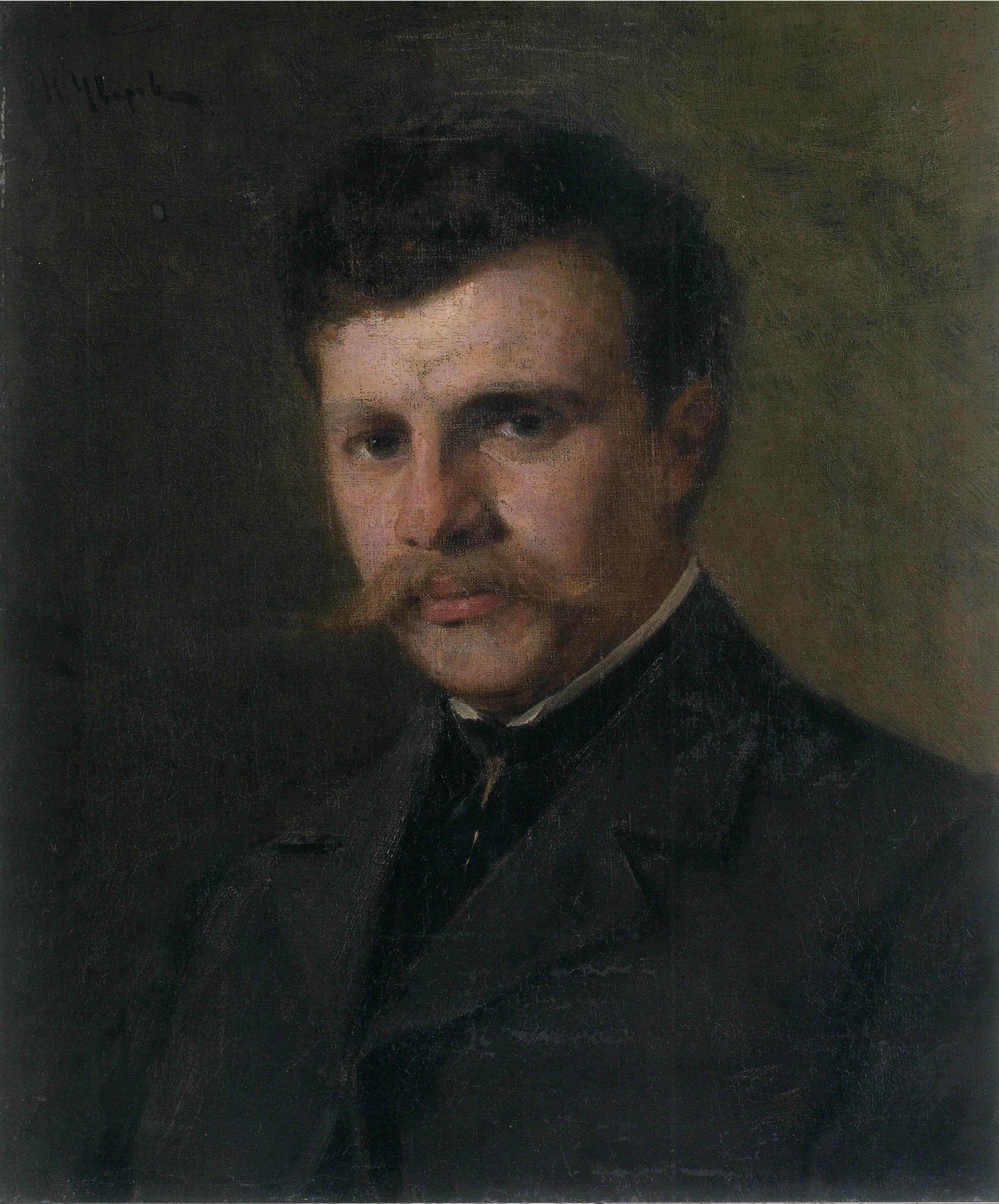
Портрет художника М. С. Ткаченко

Николай Митрофанович Уваров (1861, Богодухов, Харьковская губерния, Российская империя — 1942, Харьков) — украинский советский живописец.

## Биография
Обучался в Харьковской школе рисования. Выпускник Императорской Академии художеств в Санкт-Петербурге 1890 года.
Работал учителем рисования и чистописания Харьковской женской гимназии Е. Н. Драшковской (1898). В 1900—1908 годах был членом харьковского «Кружка местных художников». Один из основателей, член Товарищества Харьковских художников (1905—1918). Член музейной комиссии Городского художественно-промышленного музея (1910—1914), Попечительного комитета Художественного училища при Харьковском городском общественном управлении (1916).
В 1916—1919 годах преподавал в Харьковского технологического института (ныне Харьковский политехнический институт). В 1929 году — внештатный преподаватель Художественного института в Харькове. Работал музейным реставратором.
Умер в 1942 году от голода во время Великой Отечественной войны, в оккупированном Харькове.

## Творчество
Художник-портретист, график. Мастер станковой живописи.
Автор 171 станковой картины на исторические сюжеты при оформлении здания Полтавского земства (1903—1908), плафонов в особняках, построенных А. Н. Бекетовым.
Вместе с С. Васильковским написал картину «Выборы полковника Пушкаря».
Создал ряд портретов, среди которых, Тараса Шевченко, Ивана Франко, Н. В. Лысенко, Д. И. Багалея, С. Васильковского, М. С. Ткаченко и других. В портретах наиболее полно воплотил природную наблюдательность и умение художника увидеть в человеке основные черты его характера.